# Helianthemum cinereum
Helianthemum cinereum é uma espécie de planta com flor pertencente à família Cistaceae. 
A autoridade científica da espécie é (Cav.) Pers., tendo sido publicada em Syn. Pl. (Persoon) 2(1): 76. 1806.

## Portugal
Trata-se de uma espécie presente no território português, nomeadamente os seguintes táxones infraespecíficos:
- Helianthemum cinereum subsp. rotundifolium - presente em Portugal Continental. Em termos de naturalidade é nativa da região atrás referida. Não se encontra protegida por legislação portuguesa ou da Comunidade Europeia.